# Lista de bitolas
As ferrovias com bitola maior que a bitola padrão (1435 mm) são sempre denominada de bitola larga.
As ferrovias com bitola menor que 600 mm ou 610 mm (dois pés) são denominada de bitolas ulta estreita ou bitola industrial.
As ferrovias com bitola a partir de 600 mm (ou 610 mm), até a bitola padrão, são denominadas de bitola estreita. Em alguns casos, a partir da bitola métrica, e abaixo da bitola padrão, são denominada de bitola média.
A seguir, uma breve tabela com os principais bitolas utilizados nas vias férreas pelo mundo.

## Bitolas batizadas/nomeadas
| Bitola  | Nome comum                 | Observações                                                       |
| ------- | -------------------------- | ----------------------------------------------------------------- |
| 3000 mm | Breitspurbahn              | Havia planos de uso na Alemanha Nazi                              |
| 1676 mm | Bitola indiana             | Oficial do Transporte ferroviário na Índia                        |
| 1668 mm | Bitola ibérica             | Em uso na Espanha e Portugal                                      |
| 1600 mm | Bitola irlandesa           | Utilizada no Brasil como bitola larga, especialmente em São Paulo |
| 1524 mm | Bitola russa               | Bitola do Império Russo e Finlândia                               |
| 1520 mm | Bitola russa               | Redefinição métrica da bitola russa entre as décadas de 70 e 90   |
| 1435 mm | Bitola internacional       | em uso na maior parte das ferrovias do mundo                      |
| 1100 mm |                            | Em uso no Bonde de Santa Teresa, no Rio de janeiro                |
| 1067 mm | Bitola japonesa            | Em uso no Japão e Austrália                                       |
| 1000 mm | Bitola métrica             | Em uso na maior parte do Brasil                                   |
| 0914 mm | Bitola de três pés         |                                                                   |
| 0762 mm | Bitola Imperial            |                                                                   |
| 0760 mm | Bitola bósnia              |                                                                   |
| 0610 mm | Bitola de dois pés         |                                                                   |
| 0600 mm | Bitola colonial            | Usada no sistema Decauville                                       |
| 0500 mm |                            | Usada no sistema Decauville                                       |
| 0400 mm |                            | Usada no sistema Decauville                                       |
| 0381 mm | Bitola de quinze polegadas |                                                                   |